# Lentiol
Lentiol este o comună în departamentul Isère din sud-estul Franței. În 2009 avea o populație de 3.009 de locuitori.

## Evoluția populației
| An        | 1975  | 1982  | 1990  | 1999  | 2006  | 2009  |
| --------- | ----- | ----- | ----- | ----- | ----- | ----- |
| Populație | 1.562 | 1.857 | 2.229 | 2.824 | 2.979 | 3.009 |